# تونی پاپاویک
تونی پاپاویک (انگلیسی: Tony Popovic؛ زادهٔ ۴ ژوئیهٔ ۱۹۷۳) یک بازیکن سابق فوتبال و سرمربی تیم ملی فوتبال استرالیا است.
وی همچنین در تیم ملی فوتبال استرالیا ۵۸ بازی و ۸ گل به ثمر رسانده است.